# Dirbaach (Buderscheid)
Dirbach är ett vattendrag i Luxemburg. Det ligger i den nordvästra delen av landet, 40 kilometer norr om huvudstaden Luxemburg.
I omgivningarna runt Dirbach växer i huvudsak blandskog. Runt Dirbach är det ganska glesbefolkat, med 38 invånare per kvadratkilometer.